# Voyage autour d'une étoile
Pour plus de détails, voir Fiche technique et Distribution.
Voyage autour d'une étoile est un film français, puis italien réalisé par Gaston Velle et sorti en 1906.

## Synopsis
Un vieil astronome aux cheveux blancs a passé sa vie à étudier les étoiles. Une en particulier le fascine mais il désespère de ne savoir inventer un engin capable de traverser l'espace et de l'y emmener. Désappointé son serviteur tente de lui changer les idées en gonflant quelques bulles de savon. C'est le déclic. Utilisant une grande quantité de détergent, notre scientifique et son serviteur fabriquent une gigantesque bulle dans laquelle le vieil homme prend place. Celle-ci l'emmène enfin sur son étoile où il est chaleureusement accueilli par sa reine et ses danseuses. Mais Jupiter, jaloux, renvoie illico presto le vieux professeur dans l'espace qui retombe sur la Terre en s'empalant sur un paratonnerre.

## Fiche technique
- Titre : Voyage autour d'une étoile ou Voyage dans une étoile
- Réalisation : Gaston Velle
- Société de production :  Pathé, Cinès
- Pays d'origine :  France,  Royaume d'Italie
- Date de sortie : 9 juillet 1906 (Italie), 11 août 1906 (USA), 28 septembre 1906 (France)
- Format : noir et blanc — film muet
- Genre : Fantastique, Science-Fiction
- Durée : 6 minutes

## Musique
En 2001, Baudime Jam a composé une partition originale pour l'accompagnement en direct de ce court métrage.
Elle a été créée par le Quatuor Prima Vista.

## Autour du film
D'abord réalisé pour Pathé, à Vincennes, Gaston Velle,  envoyé à Rome à la Cinès, en a refait une copie.